# Hans Fruck
Hans Fruck (* 15. August 1911 in Berlin; † 15. Dezember 1990 in Berlin) war ein deutscher Politiker. Er war kommunistischer Aktivist, Widerstandskämpfer gegen den Nationalsozialismus und zuletzt Erster Stellvertreter des Leiters der Hauptverwaltung A des Ministeriums für Staatssicherheit der DDR.

## Leben
Fruck wurde in einer Arbeiterfamilie geboren, besuchte die Volksschule und erlernte 1925 bis 1930 den Beruf eines Werkzeugdrehers. 1925 trat er der Sozialistischen Arbeiterjugend (SAJ), 1927 dem Kommunistischen Jugendverband Deutschland (KJVD) bei und wurde Mitglied der Bezirksleitung Berlin-Brandenburg. 1930 trat er der KPD bei. 1930 bis 1933 war er Expedient und Hilfsredakteur im Verlag des Reichskomitees der Revolutionären Gewerkschaftsopposition (RGO). Zugleich übernahm er eine Funktion in der Berlin-Brandenburger RGO-Bezirksjugendleitung und im Einheitsverband der Metallarbeiter Berlins (EVMB). 1933 bis 1934 war er arbeitslos und als Mitglied des Bundes deutsch-jüdischer Jugend am Widerstand beteiligt. Auch für die illegale RGO und den EVMB betätigte sich Fruck im Widerstand.
Zusammen mit seiner Ehefrau Carmen Fruck, geborene Ebermann, gehörte er zur Widerstandsgruppe um Herbert Baum. Als Metallarbeiter bei der Maschinenfabrik Raboma in Berlin-Borsigwalde wurde er zum Leiter einer betrieblichen Widerstandsgruppe. 1943 wurde er verhaftet und wegen Hochverrates zu fünf Jahren Zuchthaus verurteilt, die er bis 1945 im Zuchthaus Brandenburg-Görden verbrachte.
Seine Schwiegermutter Anna Ebermann wurde im März 1944 in Berlin-Plötzensee ermordet.
Als unmittelbar nach der Eroberung Berlins im Mai 1945 die sowjetische Besatzungsmacht in Zusammenarbeit mit der Gruppe Ulbricht den Neuaufbau der Berliner Polizei vornahm, bestimmte die KPD zahlreiche ehemalige kommunistische Häftlinge des Zuchthauses Brandenburg-Görden zu Führungskräften, darunter Fruck. Er war zunächst Reviervorsteher, ab 1946 Leiter des Dezernats Fahndung in der Berliner Kriminalpolizei und von 1948 bis 1949 stellvertretender Leiter der Kriminaldirektion der Berliner Volkspolizei, wobei er 1946 durch die Zwangsvereinigung von SPD und KPD zur SED Mitglied der SED geworden war.
Nach einjährigem Besuch der Parteihochschule „Karl Marx“ übernahm Fruck 1950 bei der Gründung des Ministeriums für Staatssicherheit (MfS) den Aufbau der Verwaltung Groß-Berlin. 1952 wurde er zum Oberst befördert. Von 1952 bis 1956 war Fruck Leiter der Verwaltung Groß-Berlin der Staatssicherheit, seit 1953 im Rang eines Generalmajors, und Mitglied der SED-Bezirksleitung Berlin. Ab 1956 war er Stellvertreter des Leiters der Hauptverwaltung A im Ministerium für Staatssicherheit der DDR. 1977 trat er in den Ruhestand.
Am 6. Mai 1955 erhielt er als Mitarbeiter des Ministeriums des Innern den Vaterländischen Verdienstorden (VVO) in Silber, 1965 ebenfalls in Silber und 1969 in Gold.